# Narcís Giralt i Sallarès
Narcís Giralt i Sallarès (Sabadell, 17 de gener de 1846 - 8 de setembre de 1925) fou un professor de teoria de teixits i pintor català. Va ser el primer director de l'Escola Industrial i d'Arts i Oficis –de la qual va ser fundador– i president de l'Acadèmia de Belles Arts de Sabadell.

## Biografia
Estudià a Escola de la Llotja de Barcelona i, acabats els estudis, residí vuit anys a Terrassa, on exercí de professor de teoria de teixits, tasca que continuà a Sabadell quan hi retornà el 1883 en substitució de Pau Alguersuari i Pascual. Aleshores, per perfeccionar la formació tèxtil amb l'estudi de les arts plàstiques, s'associà a l'Acadèmia de Belles Arts, entitat que més endavant va presidir. L'any 1882 participà en la primera exposició que aquesta entitat va organitzar i consta, també, que en la que el 1889 va fer a l'Ateneu Sabadellenc hi va exposar dos paisatges i dues aquarel·les.
Es té notícia que l'agost de 1925, poc abans de la seva mort, va exposar aquarel·les de flors en la mostra col·lectiva anual de l'Acadèmia de Belles Arts.
Durant la dècada de 1880 van coincidir a l'Ateneu sabadellenc el ceramista Francesc Quer –que hi donava classes de dibuix i pintura– i Narcís Giralt –encarregat d'impartir les de teoria tèxtil–. D'aquest nucli de l'Ateneu va sorgir la idea de crear una Escola Industrial i d'Arts i Oficis, de la qual Narcís Giralt va ser un dels fundadors i el primer director. D'altra banda, col·laborà en publicacions professionals com El Eco de la Industria i Catalunya tèxtil, amb articles de caràcter divulgatiu.
El Museu d'Art de Sabadell conserva quatre obres pictòriques de Narcís Giralt.
El gener de 1926, l'ajuntament que presidia Esteve M. Relat va acordar donar el seu nom a un carrer de la ciutat.